# Comuna de Michałowo
Michałowo (polaco: Gmina Michałowo) é uma gminy (comuna) na Polónia, na voivodia de Podláquia e no condado de Białystok. A sede do condado é a cidade de Michałowo.
De acordo com os censos de 2004, a comuna tem 7383 habitantes, com uma densidade 18 hab/km².

## Área
Estende-se por uma área de 409,19 km², incluindo:
- área agricola: 48%
- área florestal: 37%

## Demografia
Dados de 30 de Junho 2004:
|                      | Total   | Total | Mulheres | Mulheres | Homens  | Homens |
| -------------------- | ------- | ----- | -------- | -------- | ------- | ------ |
|                      | pessoas | %     | pessoas  | %        | pessoas | %      |
| População            | 7383    | 100   | 3753     | 50,8     | 3630    | 49,2   |
| Densidade (pop./km²) | 18      | 100   | 9,2      | 9,2      | 8,9     | 8,9    |

De acordo com dados de 2002, o rendimento médio per capita ascendia a 2332,72 zł.

## Subdivisões
- Bachury, Barszczewo, Bieńdziuga, Bondary, Cisówka, Ciwoniuki, Hieronimowo, Hoźna, Jałówka, Juszkowy Gród, Kazimierowo, Kituryki-Gonczary, Kobylanka, Kopce, Leonowicze, Lewsze, Michałowo, Mostowlany-Kolonia, Mościska, Nowa Łuplanka, Nowa Wola, Odnoga-Kuźmy, Oziabły, Pieńki, Planty, Potoka, Sokole, Suszcza, Szymki, Topolany, Tylwica, Zaleszany, Żednia.

## Comunas vizinhas
- Gródek, Narew, Narewka, Comuna de Zabłudów.